# رنه لیبر
رنه لیبر (فرانسوی: René Libeer‎; ۲۸ نوامبر ۱۹۳۴ – ۱۳ نوامبر ۲۰۰۶) بوکسور اهل فرانسه بود.